# مسابقة الأغنية الأوروبية 1971
كانت مسابقة الأغنية الأوروبية عام 1971 هي النسخة السادسة عشرة من مسابقة الأغنية الأوروبية السنوية . أقيمت في دبلن بأيرلندا بعد فوز دانا في مسابقة 1970 في أمستردام بهولندا بأغنية " All Kinds of Everything ". أقيمت المسابقة في مسرح مسرح جايتي ، يوم السبت 3 أبريل 1971 واستضافتها مقدمة البرامج التلفزيونية الأيرلندية برناديت ني غالشوير
وشاركت في المسابقة ثمانية عشر دولة ، وهو ما يعادل الرقم القياسي المسجل في نسختي 1965 و 1966 . عادت النمسا بعد غياب دام عامين ، بينما عادت كل من فنلندا والنرويج والبرتغال والسويد بعد مقاطعتها للمنافسة في العام السابق . من ناحية أخرى ، تنافست مالطا لأول مرة.
الفائز كان موناكو بأغنية " Un banc، un arbre، une rue " التي يؤديها سيفيرين وكتابة إيف ديسكا وألحان جان بيير بورتايير. كان هذا الفوز الأول والوحيد لموناكو في المسابقة. الأغنية غناها مغنية فرنسية تعيش في فرنسا ، وغنتها بالفرنسية ، وأدارها مواطن فرنسي وكتبها فريق فرنسي. ادعت سيفيرين لاحقًا أنها لم تزور موناكو أبدًا قبل أو بعد فوزها - وهو ادعاء تم دحضه بسهولة من خلال معاينة الفيديو الذي قدمه تلفزيون مونت كارلو (TMC) يظهر المغنية في موقع في الإمارة. كانت هذه أيضًا المرة الوحيدة في تاريخ المسابقة ، حيث تم أيضًا منح الفائزين الثاني والثالث.

## إستضافة

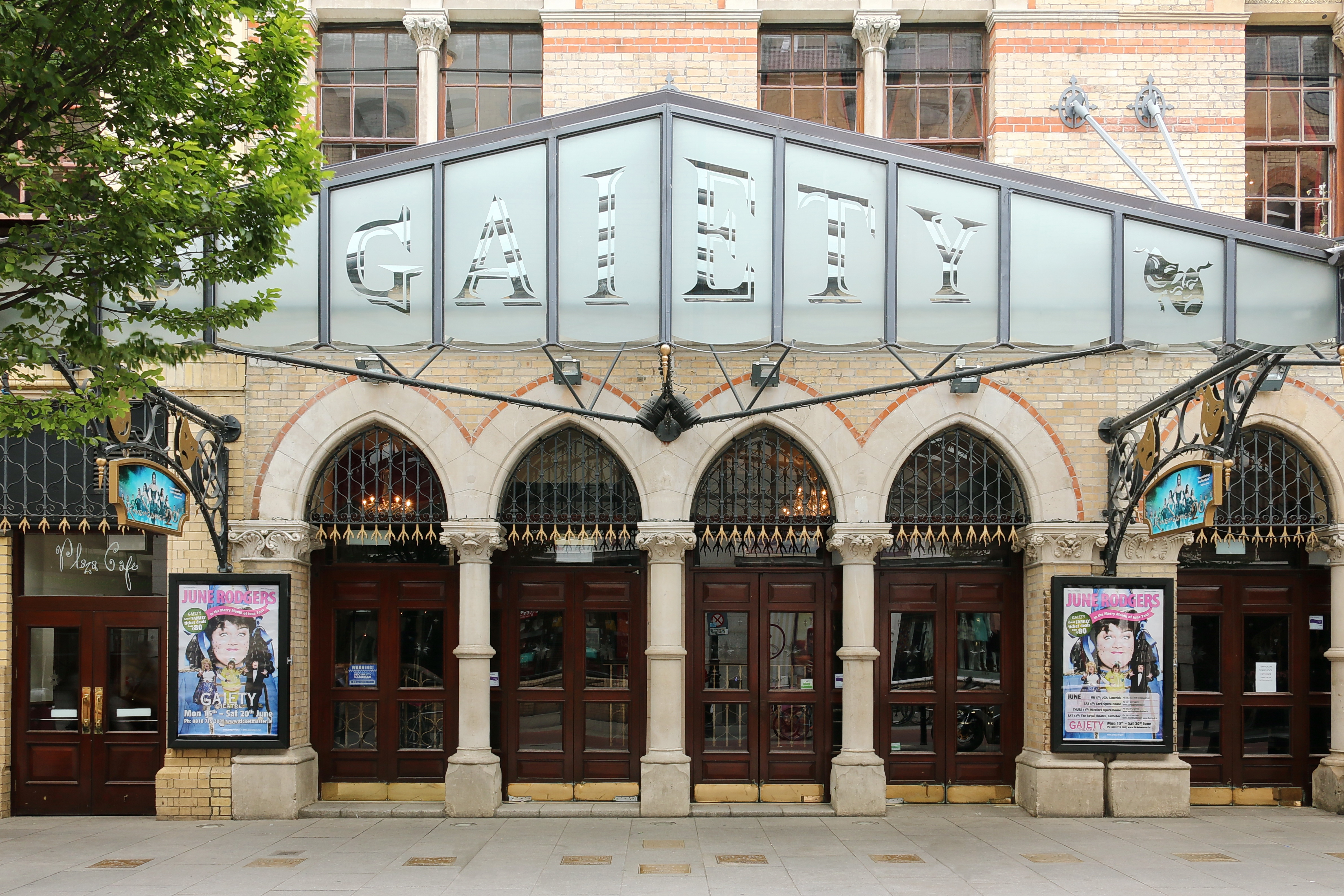
مسرح جايتي-دبلن المكان المستضيف لمسابقة 1971

أقيمت المسابقة في مسرح جايتي في دبلن ، عاصمة أيرلندا وأكثرها اكتظاظًا بالسكان . كانت هذه هي المرة الأولى التي تقام فيها المسابقة في أيرلندا. تم اختيار مسرح جايتي كمكان لمسابقة عام 1971 حيث كان يحتفل بمرور 100 عام على إنشائه في عام 1871.

## المشاركة
شاركت مالطا لأول مرة في مسابقة هذا العام ، بينما عادت كل من النمسا وفنلندا والنرويج والبرتغال والسويد بعد غياب قصير. وبذلك يصل العدد الإجمالي للبلدان إلى ثمانية عشر.